# Osadník
Osadník – szczyt na Słowacji w Górach Wołowskich, w grupie Pipitki. Znajduje się na wschód od jej najwyższego szczytu.

## Flora
Masyw Pipitki prawie w całości pokrywają lasy, w niższych położeniach bukowe, w wyższych – świerkowe. Wierzchołek, w przeszłości odlesiony na skutek intensywnej działalności pasterskiej, w ciągu XX w. zarósł ponownie lasem. W ostatnich latach świerczyny masywu, osłabione przez korniki, zostały przetrzebione licznymi wiatrołomami.

## Wykorzystanie gospodarcze
Od XVIII w. masyw Pipitki był terenem intensywnych prac górniczych. W licznych małych kopalniach na terenach katastralnych wsi Krásnohorské Podhradie i Drnava, których ślady (m.in. sztolnie i hałdy skały płonnej) są widoczne zwłaszcza na południowo-zachodnich i południowych stokach masywu, wydobywano tu do połowy XX w. rudę żelaza.

## Szlaki turystyczne
- szlakiem ze Štóskiego sedla (7,8 km, 2 h 8') - Cesta hrdinov SNP
- szlakiem z Úhornianskiego sedla – 8,9 km
- szlakiem z Havraniej skały – 11 km
- szlakiem z Przełęczy Haczawskiej